# Belgian Entertainment Association
Belgian Entertainment Association (укр. Бельгійська асоціація розваг), скорочено BEA — бельгійська організація, що працює у сфері розваг, представляючи інтереси різних гравців ринку.
BEA об'єднувала представників трьох напрямків, маючи в кожному з них окрему асоціацію. BEA Music об'єднувала компанії звукозапису, включаючи як великі лейбли (Universal Music, Sony Music), так і інді-лейбли (RIP Records, PIAS та інші). Асоціація BEA Interactive захищала інтереси виробників інтерактивного програмного забезпечення та комп'ютерних ігор. ABDF/VFDB працювала з дистриб'юторами кінематографічної продукції.
Серед напрямків діяльності компанії — збір аналітичних даних та створення звітів щодо стану ринку, проведення регулярних заходів, на кшталт Дня музичного магазину, вручення професійних нагород. Зокрема, за ініціативи BEA було створено компанію Ultratop, яка з 1995 року публікує національні бельгійські музичні хіт-паради.